# Perano
Perano község (comune) Olaszország Abruzzo régiójában, Chieti megyében.

## Fekvése
A megye központi részén fekszik. Határai: Altino, Archi és Atessa.

## Története
Első írásos említése 873-ból származik, amikor a San Clemente a Casauria-apátság birtoka volt. A következő századokban nemesi birtok volt. Önállóságát a 19. század elején nyerte el, amikor a Nápolyi Királyságban felszámolták a feudalizmust.

## Népessége
A népesség számának alakulása:

## Főbb látnivalói
- San Tommaso Apostolo-templom
- San Giuseppe Artigiano-templom
- Sant’Antonio di Padova-templom
- Evangélikus templom